# Sjiroka lăka
Sjiroka lăka (bulgariska: Широка лъка) är ett distrikt i Bulgarien.   Det ligger i kommunen Obsjtina Smoljan och regionen Smoljan, i den sydvästra delen av landet, 150 km sydost om huvudstaden Sofia.